# Renate Philipp
Renate Philipp (* 12. Februar 1962 in Hamburg) ist eine deutsche Juristin und seit 2004 Richterin und seit 2017 Vorsitzende Richterin am Bundesverwaltungsgericht in Leipzig.

## Werdegang
Nach dem Abitur an der Stormarnschule in Ahrensburg 1980 studierte Renate Philipp in Göttingen und Freiburg. Sie wurde 1988 in Freiburg promoviert mit einer Arbeit über Verbraucherrecht. In Freiburg legte sie auch ihre juristische Staatsprüfung ab. Danach war sie Richterin am Verwaltungsgericht und am Finanzgericht Hamburg, anschließend wissenschaftliche Mitarbeiterin am Bundesverfassungsgericht und am Bundesverwaltungsgericht. Seit 2004 ist sie Richterin, seit 2016 Vorsitzende Richterin am Bundesverwaltungsgericht (3. Senat), dessen Pressesprecherin sie war.
Renate Philipp war Mitglied des Bundeswahlausschusses und ist Mitglied des Vorstandes der Gesellschaft für Umweltrecht e.V.

## Werke
- Staatliche Verbraucherinformationen im Umwelt- und Gesundheitsrecht, Köln 1989, ISBN 978-3452215765